# Comissão Trilateral
Comissão Trilateral é um fórum de discussão privado fundado em julho de 1973 por iniciativa de David Rockefeller.

## História
A primeira reunião do comitê executivo foi em Tóquio em outubro de 1973. Em maio de 1975, a primeira reunião plenária de todos os grupos regionais da comissão foi realizada em Quioto. Atualmente, consiste de aproximadamente 300 a 350 cidadãos da Europa, Ásia/Oceania e América do Norte e existe para promover cooperação política e econômica mais íntima entre tais áreas.

## Membros
O elenco de membros é dividido em quantidades proporcionais para cada uma das três áreas regionais. Os membros incluem presidentes de corporações, políticos dos maiores partidos, acadêmicos reconhecidos, presidentes de universidades, líderes de uniões de trabalhadores e ONG's envolvidas em filantropia exterior. Membros que adquirem cargo no governo de seus países têm de resignar da comissão.
A América do Norte é representada por 107 membros (15 do Canadá, 7 do México e 85 dos Estados Unidos). O grupo europeu atingiu seu limite de 150 membros, incluindo cidadãos de: Áustria, Bélgica, Chipre, República Tcheca, Dinamarca, Estônia, Finlândia, França, Alemanha, Grécia, Hungria, Irlanda, Itália, Países Baixos, Noruega, Polônia, Portugal, Romênia, Rússia, Eslovênia, Espanha, Suécia, Turquia e Reino Unido.
Inicialmente, Ásia e Oceania estavam representadas apenas pelo Japão. No entanto, em 2000, o grupo japonês, de 85 membros, expandiu-se, tornando-se o grupo da Ásia  Pacífico, composto por 117 membros: 75 do Japão, 11 da Coreia do Sul, 7 da Austrália e da Nova Zelândia e 15 membros da ASEAN (Indonésia, Malásia, Filipinas, Singapura e Tailândia). O grupo inclui ainda 9 membros da China, de Hong Kong e de Taiwan.

## Críticas

### Da esquerda
À esquerda, o linguista Noam Chomsky argumenta que um relatório publicado pela Comissão, intitulado  The Crisis of Democracy ("A Crise da Democracia"), que propõe soluções para o "excesso de democracia" da década de 1960, encarna "a ideologia da ala liberal da elite dominante do Estado capitalista". Chomsky também argumenta que o grupo teve uma influência indevida na administração de Jimmy Carter.

### Da direita
Proeminentes pensadores e políticos de direita criticaram a Comissão Trilateral por invadir a soberania nacional. Em seu livro With no Apologies (Sem desculpas), o ex-senador republicano conservador Barry Goldwater , por exemplo, criticou as atividades da Comissão, sugerindo que se tratava de "um hábil esforço coordenado para assumir o controle e consolidar os quatro centros de poder: político, monetário, intelectual e eclesiástico... [para] a criação de um poder econômico mundial superior aos governos dos estados-nações envolvidos ".